# Emilio E. Sánchez
Emilio E. Sánchez (ciudad de Córdoba, el 8 de agosto de 1875-1962) fue un escritor, abogado y político argentino. Sus padres fueron Nazario Sánchez y Adelaida Balmaceda.
A los 17 años, fue profesor de historia y geografía en el colegio San Juan Beckmann. Obtuvo su título de abogado en la Facultad de Derecho y Ciencias Sociales de la Universidad Nacional de Córdoba, donde estudió entre 1896 y 1906, siendo su tesis referida al “gobierno municipal”.
Fue diputado provincial durante tres períodos entre los años 1912 y 1921, presidiendo la Cámara de Diputados de Córdoba desde el 21 de enero de 1919.
En 1930 el Partido Demócrata lo postuló como candidato a intendente municipal de la capital. En los comicios realizados el 9 de marzo de aquel año, obtuvo 12653 votos, siendo derrotado por Américo Aguilera, de la Unión Cívica Radical, quien venció con 13302 sufragios.
Se desempeñó como fiscal del Poder Judicial de la provincia en la década de 1920, y de gobierno y tierras públicas (1932-1935).
Integró el directorio de la Caja de Jubilaciones de Córdoba entre 1936 y 1948, y presidió el Consejo Provincial de Educación.
Realizó diversas investigaciones relacionadas con la historia y publicó en el diario Los Principios. Se destaca también su labor como escritor; en 1942 publicó Sirviendo en la democracia y, posteriormente, su obra titulada Del pasado cordobés en la vida argentina, editada después de su muerte, acaecida en 1962.